# Paris-Douai
Paris-Douai est une ancienne course cycliste française, organisée de 1927 à 1929 entre la Capitale et la ville de Douai (Nord).

## Palmarès
| Année | Vainqueur        | Deuxième           | Troisième          |
| ----- | ---------------- | ------------------ | ------------------ |
| 1927  | Maurice Ville    | Georges Cuvelier   | Jérôme Declercq    |
| 1928  | Jérôme Declercq  | Armand Van Bruaene | André Vanderdonckt |
| 1929  | Rémy Verschaetse | Émile Decroix      | Armand Van Bruaene |